# Brian Behrendt
Brian Behrendt (Bremervörde, 24 ottobre 1991) è un calciatore tedesco, difensore del Kickers Stoccarda.

## Caratteristiche tecniche
Difensore centrale, può giocare anche da mediano.

## Palmarès

### Club

#### Competizioni nazionali
- Campionato tedesco di seconda divisione: 1

Arminia Bielefeld: 2019-2020